# Победна (Мазовецьке воєводство)
Победна (пол. Pobiedna) — село в Польщі, у гміні Нове-Място-над-Пилицею Груєцького повіту Мазовецького воєводства.
Населення — 291 особа (2011).
У 1975-1998 роках село належало до Радомського воєводства.

## Демографія
Демографічна структура станом на 31 березня 2011 року:
|          | Загалом | Допрацездатний вік | Працездатний вік | Постпрацездатний вік |
| -------- | ------- | ------------------ | ---------------- | -------------------- |
| Чоловіки | 153     | 20                 | 112              | 21                   |
| Жінки    | 138     | 16                 | 82               | 40                   |
| Разом    | 291     | 36                 | 194              | 61                   |